# União de duas linguagens regulares
Na teoria das linguagens formais, e em particular na teoria dos autômatos finitos não determinísticos, é conhecido que a união de duas linguagens regulares é uma linguagem regular. Este artigo fornece uma prova desta afirmação.

## Teorema
Para quaisquer linguagens regulares {\displaystyle L_{1}} e {\displaystyle L_{2}}, a linguagem {\displaystyle L_{1}\cup L_{2}} é regular.
Prova
Uma vez que {\displaystyle L_{1}} e {\displaystyle L_{2}} são regulares, existem AFNs {\displaystyle N_{1},\ N_{2}} que reconhecem {\displaystyle L_{1}} e {\displaystyle L_{2}}.
Seja
{\displaystyle N_{1}=(Q_{1},\ \Sigma ,\ T_{1},\ q_{1},\ A_{1})}
{\displaystyle N_{2}=(Q_{2},\ \Sigma ,\ T_{2},\ q_{2},\ A_{2})}
Vamos construir
{\displaystyle N=(Q,\ \Sigma ,\ T,\ q_{0},\ A_{1}\cup A_{2})}
onde
{\displaystyle Q=Q_{1}\cup Q_{2}\cup \{q_{0}\}}
{\displaystyle T(q,x)=\left\{{\begin{array}{lll}T_{1}(q,x)&{\mbox{se}}&q\in Q_{1}\\T_{2}(q,x)&{\mbox{se}}&q\in Q_{2}\\\{q_{1},q_{2}\}&{\mbox{se}}&q=q_{0}\ e\ x=\epsilon \\\emptyset &{\mbox{se}}&q=q_{0}\ e\ x\neq \epsilon \end{array}}\right.}
Em seguida, vamos usar {\displaystyle p{\stackrel {x,T}{\rightarrow }}q} para denotar {\displaystyle q\in E(T(p,x))}
Seja {\displaystyle w} uma string de {\displaystyle L_{1}\cup L_{2}}. Sem perda de generalidade, assumimos {\displaystyle w\in L_{1}}.
Seja {\displaystyle w=x_{1}x_{2}\cdots x_{m}} onde {\displaystyle m\geq 0,x_{i}\in \Sigma }
Uma vez que {\displaystyle N_{1}}  aceita {\displaystyle x_{1}x_{2}\cdots x_{m}}, existem {\displaystyle r_{0},r_{1},\cdots r_{m}\in Q_{1}} tais que
{\displaystyle q_{1}{\stackrel {\epsilon ,T_{1}}{\rightarrow }}r_{0}{\stackrel {x_{1},T_{1}}{\rightarrow }}r_{1}{\stackrel {x_{2},T_{1}}{\rightarrow }}r_{2}\cdots r_{m-1}{\stackrel {x_{m},T_{1}}{\rightarrow }}r_{m},r_{m}\in A_{1}}
Desde que {\displaystyle T_{1}(q,x)=T(q,x)\ \forall q\in Q_{1}\forall x\in \Sigma }
{\displaystyle r_{0}\in E(T_{1}(q_{1},\epsilon ))\Rightarrow r_{0}\in E(T(q_{1},\epsilon ))}
{\displaystyle r_{1}\in E(T_{1}(r_{0},x_{1}))\Rightarrow r_{1}\in E(T(r_{0},x_{1}))}
{\displaystyle \vdots }
{\displaystyle r_{m}\in E(T_{1}(r_{m-1},x_{m}))\Rightarrow r_{m}\in E(T(r_{m-1},x_{m}))}

Nós podemos, portanto, substituir {\displaystyle T} por {\displaystyle T_{1}} e rescrever o caminho acima como:

{\displaystyle q_{1}{\stackrel {\epsilon ,T}{\rightarrow }}r_{0}{\stackrel {x_{1},T}{\rightarrow }}r_{1}{\stackrel {x_{2},T}{\rightarrow }}r_{2}\cdots r_{m-1}{\stackrel {x_{m},T}{\rightarrow }}r_{m},r_{m}\in A_{1}\cup A_{2},r_{0},r_{1},\cdots r_{m}\in Q}

Além disso,
{\displaystyle {\begin{array}{lcl}T(q_{0},\epsilon )=\{q_{1},q_{2}\}&\Rightarrow &q_{1}\in T(q_{0},\epsilon )\\\\&\Rightarrow &q_{1}\in E(T(q_{0},\epsilon ))\\\\&\Rightarrow &q_{0}{\stackrel {\epsilon ,T}{\rightarrow }}q_{1}\end{array}}}
e
{\displaystyle q_{0}{\stackrel {\epsilon ,T}{\rightarrow }}q_{1}{\stackrel {\epsilon ,T}{\rightarrow }}r_{0}\Rightarrow q_{0}{\stackrel {\epsilon ,T}{\rightarrow }}r_{0}}

O caminho acima pode ser reescrito como:
{\displaystyle q_{0}{\stackrel {\epsilon ,T}{\rightarrow }}r_{0}{\stackrel {x_{1},T}{\rightarrow }}r_{1}{\stackrel {x_{2},T}{\rightarrow }}r_{2}\cdots r_{m-1}{\stackrel {x_{m},T}{\rightarrow }}r_{m},r_{m}\in A_{1}\cup A_{2},r_{0},r_{1},\cdots r_{m}\in Q}

Portanto, {\displaystyle N} aceita {\displaystyle x_{1}x_{2}\cdots x_{m}} e a prova está concluída.

Nota:    A ideia extraída desta prova matemática para construção de uma máquina para reconhecer {\displaystyle L_{1}\cup L_{2}} é criar um estado inicial e conectá-lo aos estados iniciais de {\displaystyle L_{1}} e {\displaystyle L_{2}} usando transições vazias ({\displaystyle \epsilon }).